# Le Landreau
Le Landreau [lə lɑ̃dʁo] (bretonisch: Lannerell; Gallo: Le Landraud) ist eine französische Stadt mit 3.214 Einwohnern (Stand: 1. Januar 2022) im Département Loire-Atlantique in der Region Pays de la Loire. Die Gemeinde gehört zum Arrondissement Nantes und zum Kanton Vallet; die Einwohner werden Landréens genannt.

## Geografie
Le Landreau liegt etwa 19 Kilometer östlich von Nantes. Umgeben wird Le Landreau von den Nachbargemeinden Le Loroux-Bottereau im Westen und Norden, La Remaudière im Nordosten, Vallet im Südosten und Osten sowie La Chapelle-Heulin im Südwesten. An der Grenze zur Nachbargemeinde Vallet entspringt der Fluss Goulaine, der hier noch Gueubert genannt wird. Das Weinbaugebiet Gros Plant du Pays Nantais reicht in das Gemeindegebiet hinein.

## Bevölkerungsentwicklung
| Jahr                       | 1962 | 1968 | 1975 | 1982 | 1990 | 1999 | 2006 | 2012 | 2021 |
| -------------------------- | ---- | ---- | ---- | ---- | ---- | ---- | ---- | ---- | ---- |
| Einwohner                  | 1368 | 1354 | 1386 | 1851 | 2026 | 2139 | 2701 | 2883 | 3124 |
| Quellen: Cassini und INSEE |      |      |      |      |      |      |      |      |      |

## Sehenswürdigkeiten
- Kirche Immaculée-Conception
- Schloss Briacé
- Schloss Jaunay
- Étang des Nouëlles
- Mühlen Beauchêne und Les Cossardières
- Gutshof und Weindomäne Pilotière

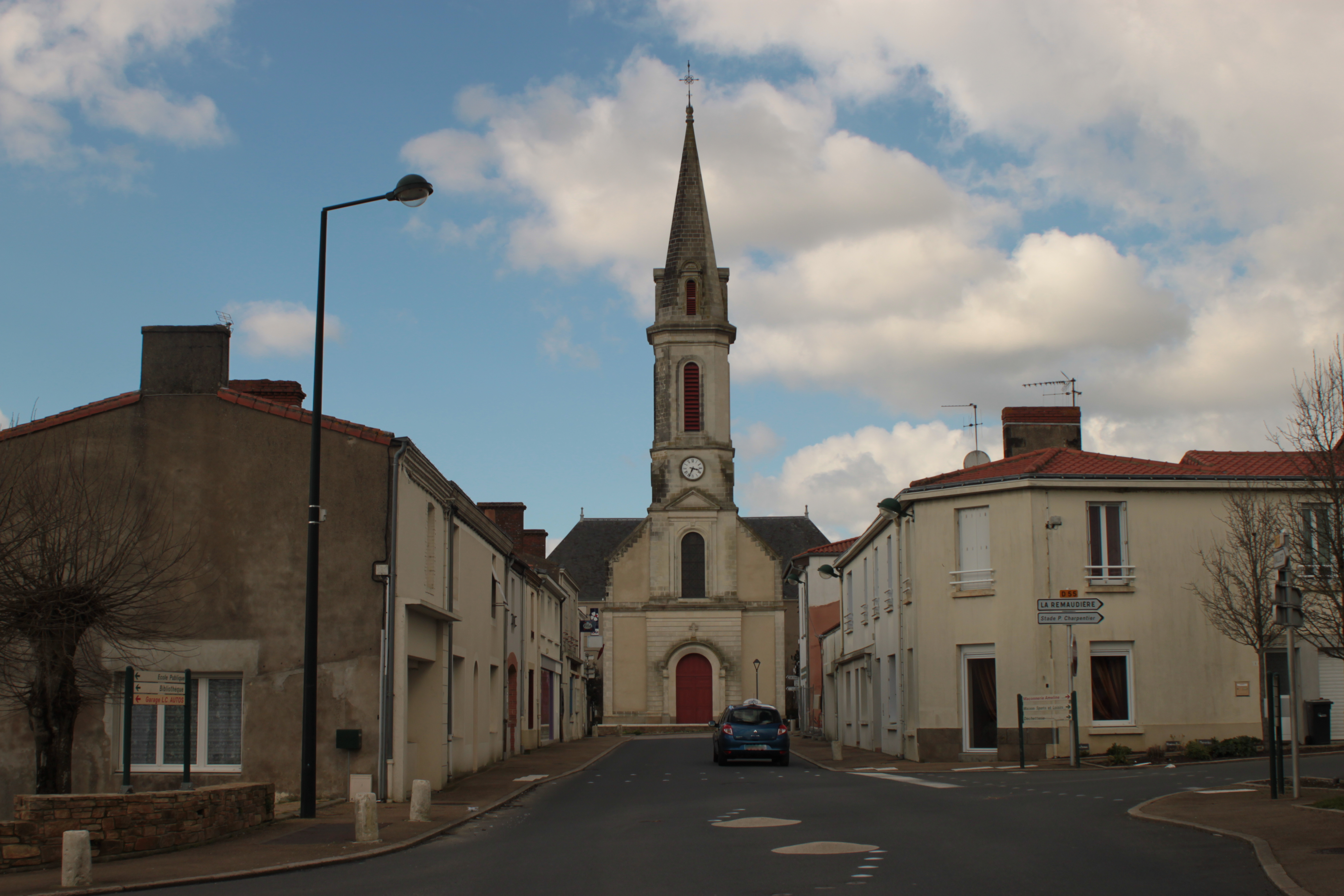
Kirche Immaculée-Conception
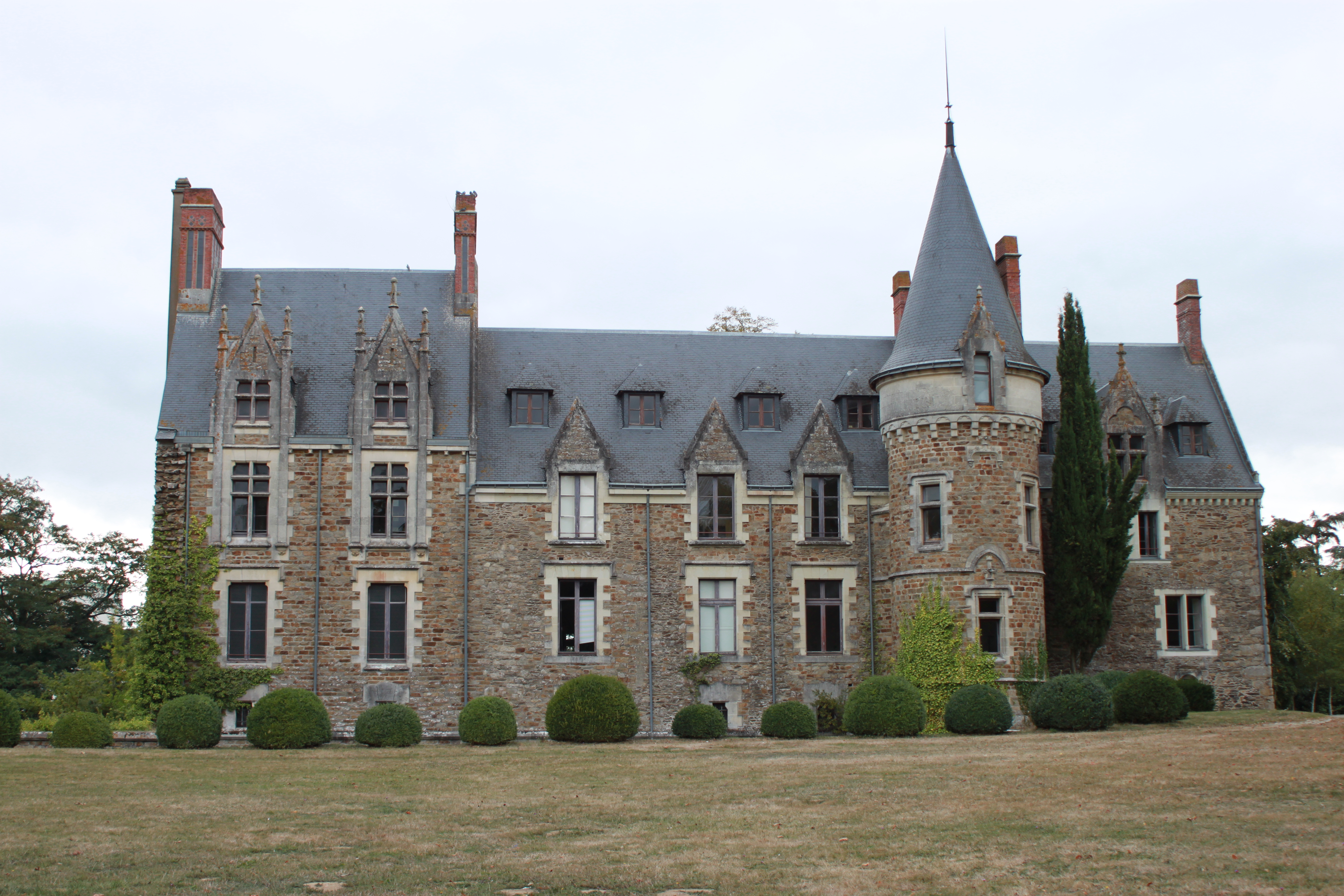
Schloss Briacé
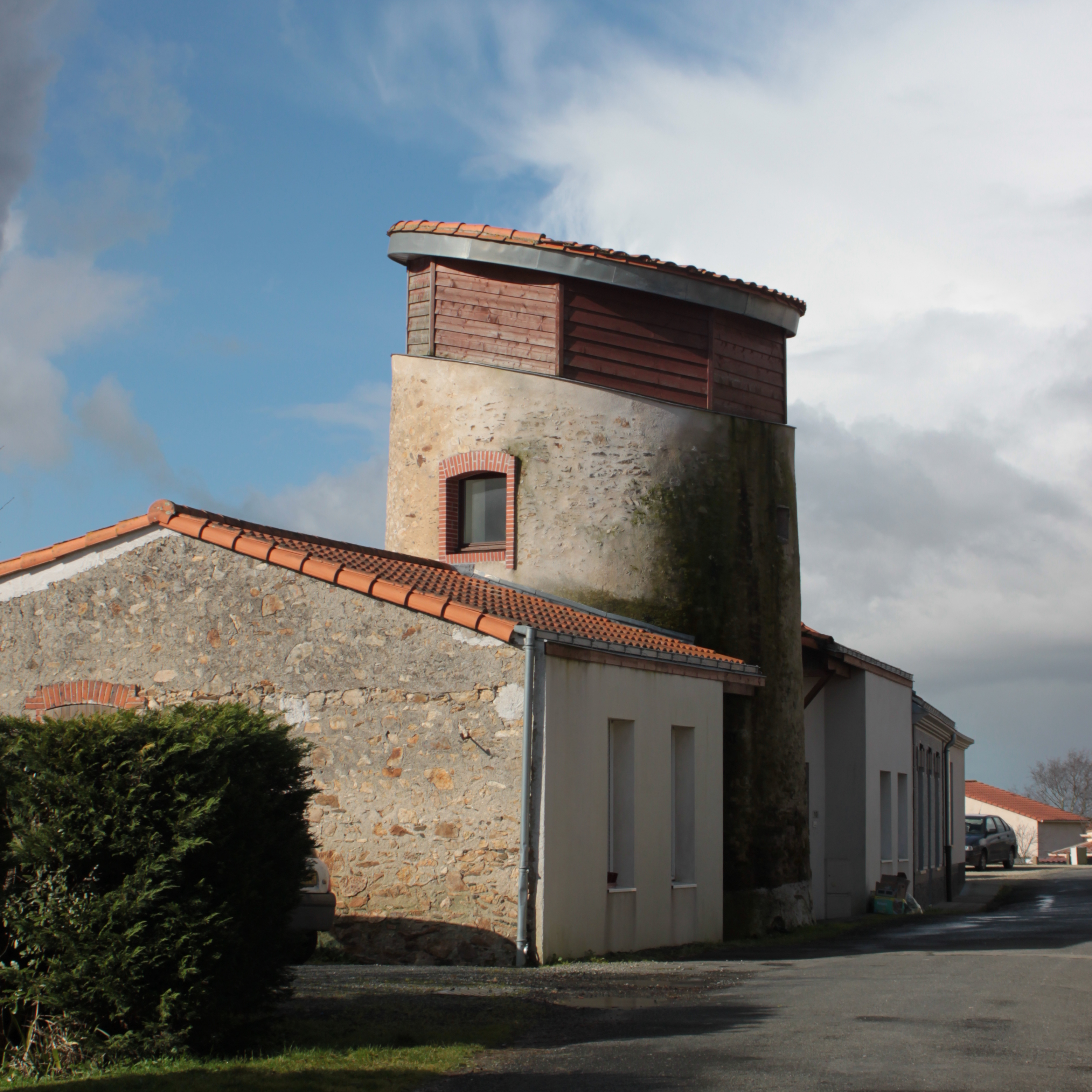
Ehemalige Mühle Beauchêne
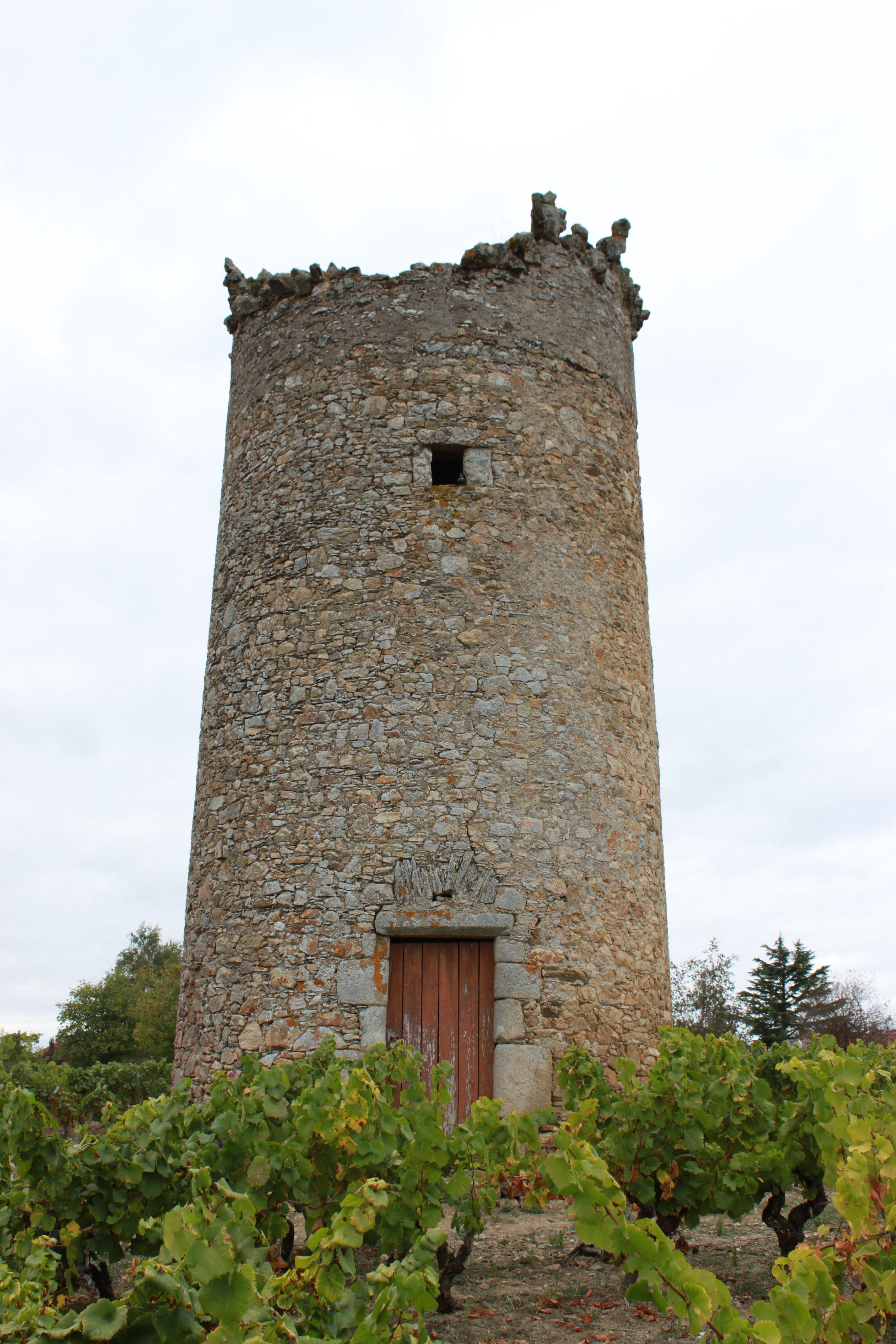
Ehemalige Mühle Cossardières

## Partnerschaften
Mit dem deutschen Amt Trittau in Schleswig-Holstein seit 1971 und mit der britischen Gemeinde Totton in Hampshire (England) bestehen Partnerschaften.